# Большая сделка
«Большая сделка» (англ. The Big Kahuna) — американская комедийная драма режиссёра Джона Суонбека и продюсеров Кевина Спейси, Эли Самахи и Эндрю Стивенса. Сценарий картины был написан Роджером Руффом на основе его же пьесы «Гостеприимство» (1992). Оператор — Анастас Михос. Монтажёр — Пэгги Дэвис. В главных ролях — Кевин Спейси, Дэнни Де Вито, Питер Фачинелли. Премьера картины состоялась 16 сентября 1999 года.

## Сюжет
Ларри Манн и Фил Купер опытные представители маркетинга, работающие в компании по производству промышленных смазочных материалов, посещают торговую конференцию в городе Уичито, в штате Канзас на Среднем Западе. В гостиничном номере к ним присоединяется Боб Уокер, молодой человек из исследовательского отдела компании. Ларри и Фил — давние друзья. Ларри испытывает серьёзные финансовые трудности, а Фил недавно прошёл программу лечения от алкоголизма. Боб, искренний молодой баптист, полный оптимизма. Ларри объясняет, что их единственная цель — организовать встречу с Диком Фуллером, генеральным директором крупной компании.
Пока все трое ждут в своих апартаментах окончания съезда, который проходит в конференц-зале отеля, Ларри и Фил делятся с Бобом опытом. Они советуют молодому человеку побыть барменом на вечер, чтобы он научился разбираться в людях, ведя с ними беседы. Ларри замечает, что, поскольку он бросил курить, Фил бросил пить, а Боб религиозен, это делает их «почти Иисусами».
Несмотря на то, что бармен из него никудышный, Боб проводит вечера, разговаривая с людьми. При этом он случайно знакомится с Диком Фуллером, который приглашает молодого человека на частную вечеринку в другом отеле. Ларри и Фил с энтузиазмом объясняют Бобу то, о чём ему следует говорить с Фуллером во время встречи на вечеринке. Они снабжают его информацией о промышленных смазочных материалах и дают ему свои визитные карточки, которые тот должен будет передать генеральному директору.
Пока Ларри и Фил ждут Боба, оба размышляют о природе человеческой жизни. Боб возвращается в номер и говорит им, что на вечеринке он говорил с Фуллером о религии, а не тратил время для продвижения продукта компании. Ошарашенный Ларри кричит на Боба и покидает комнату опустошенным. Фил объясняет Бобу, что обращение в свою веру — это всего лишь ещё один вид рекламы. Он объясняет, что настоящий контакт между людьми требует честности и искреннего интереса к другим людям. Фил объясняет причину, по которой у него с Ларри давняя дружба — доверие. Затем он говорит Бобу, что пока тот не осознает, о чём ему следует сожалеть, он не повзрослеет.
На следующее утро Фил собирает свои вещи. Когда Ларри выезжает из отеля, он видит, как Боб снова разговаривает с Диком Фуллером в вестибюле. Они обмениваются понимающими улыбками, поскольку Боб, кажется, продолжает продвигать свою собственную программу проповеди Бога вместо продажи смазочных материалов. Саундтрек во время титров «Everybody's Free (To Wear Sunscreen)» отсылает зрителя к известному эссе Мэри Шмик «Наносите солнцезащитный крем» (1997).

## В ролях
| Актёр           | Роль           |
| --------------- | -------------- |
| Кевин Спейси    | Ларри Манн     |
| Дэнни Де Вито   | Фил Купер      |
| Питер Фачинелли | Боб Уокер      |
| Пол Доусон      | посыльный      |
| Джен Тейлор     | миссис Джонсон |

## Критика
Фильм получил в целом положительные отзывы критиков, но при этом имел скромные кассовые сборы. На сайте Rotten Tomatoes картина имеет рейтинг одобрения «Сертифицированный свежий» 74% на основе отзывов 80 критиков. По единодушному мнению сайта, фильм является «замечательной адаптацией спектакля». На Metacritic картина получила оценку 56% на основе отзывов 27 критиков, что означает «смешанные или средние отзывы». Критик Роджер Эберт из «Чикаго Сан Таймс» назвал его «острым, идеально своевременным, забавным и вдумчивым».